# Ștefan Birtalan
Ștefan Birtalan, romunski rokometaš, * 25. september 1948, Zalău, Romunija, † 27. maj 2024, Bukarešta, Romunija.
Leta 1972 je na poletnih olimpijskih igrah v Münchnu v sestavi romunske rokometne reprezentance osvojil bronasto olimpijsko medaljo.
Čez štiri leta je poletnih olimpijskih igrah v Montrealu v sestavi romunske rokometne reprezentance osvojil srebrno olimpijsko medaljo in leta 1980 v Moskvi še eno bronasto medaljo.